# Adrien-Michel-Hyacinthe Blin de Sainmore
Pour les articles homonymes, voir Blin.
Adrien-Michel-Hyacinthe Blin de Sainmore, né le 15 février 1733 à Paris, où il est mort le 26 septembre 1807, est un poète, dramaturge et historien français.

## Biographie
Issu d’une famille qui avait été ruinée par le système de Law, Blin de Sainmore fit ses études au collège du Cardinal-Lemoine, et chercha dans la retraite et dans l’étude des consolations aux rigueurs de la fortune.
On a de lui plusieurs héroïdes, et autres poésies telles que la Mort de l'amiral Bing, Sapho à Phaon, Biblis à Caunus, Gabrielle d’Estrées à Henri IV, Calas à sa femme et à ses enfants, la Duchesse de la Vallière, etc.
Ses poésies et une épitre à Racine, furent réunies en 1774 en 1 vol. En 1769, il donna un recueil intitulé l’Élite des poésies fugitives, 3 vol. in-12, auxquels Luneau de Boisjermain en ajouta un 4e en 1773. Il composa une tragédie intitulée Orphanis, qui fut reçue favorablement, mais ne put rester au théâtre. Il fit encore plusieurs ouvrages, entre autres une Histoire de Russie, en 2 vol. avec figures, in-4, et laissa plusieurs manuscrits.
Il se préparait à donner une édition complète de ses ouvrages, lorsqu'il mourut. Il était garde des archives et historiographe des ordres de Saint-Michel et du Saint-Esprit. Il était cofondateur de la Société philanthropique. Il avait été nommé censeur royal en 1776, et conservateur de la bibliothèque de l'Arsenal en 1800.

## Œuvres
- Lettre sur la nouvelle édition de Corneille par M. de Voltaire, 1764.
- Héroïdes ou lettres en vers, précédée d’une lettre par Sautreau de Marsy, Delalain, 1768.
- Lettre de Jean Calas à sa femme et à ses enfans, précédée d'une épître à M. de de*** sur le sentiment et suivie de la Lettre de Gabrielle d’Estrées à Henri IV, impr. de S. Jorry, 1768.
- Épître à Racine, 1771.
- Orphanis, tragédie, par M. Blin de Sainmore, représentée, pour la première fois, par les comédiens ordinaires du Roi, le samedi 25 septembre 1773, Delalain, 1773.
- Lettre de la duchesse de La Vallière à Louis XIV, précédée d’un abrégé de sa vie, Le Jay, 1773.
- Joachim ou le Triomphe de la piété filiale, drame en trois actes et en vers, suivi de la Requête des filles de Salency à la Reine, figure gravée par Pierre Duflos le Jeune d'après Clément-Pierre Marillier, les libraires associés, 1775.
- Éloge historique de M. Georges-Louis Phélypeaux d'Herbault, ... archevêque de Bourges, Clousier, 1788.
- Histoire de Russie, représentée par figures accompagnées d’un précis historique ; les figures gravées par F. A. David, ... d’après les dessins de Monnet ; le discours par Blin de Sainmore..., 1797-1799.
- Essai sur la vie de Jean Rotrou, 1805.
- Correspondance littéraire de Moscou, présentées et annotées par Eléna Lébédéva ; avec la collaboration de Françoise Weil, Éditions Slatkine, Genève, 2005.

## Sources
- Archives nationales, Minutier central des notaires, notaire Dosfant (XXIV), 17 mai 1776, contrat de mariage Adrien Michel Blain de Sainmore et Rosalie Sorel (ou Jorel)